# Emmanuel Waegemans
Emmanuel Waegemans  né le 23 mars 1951 à Hamme en Province de Flandre-Orientale, en Belgique est un slaviste, enseignant, éditeur.

## Biographie
Emmanuel Waegemans termine ses études secondaires à Hamme en Flandre en 1969. Il entre ensuite à la faculté de philologie de l'Université catholique de Louvain où il étudie la philologie slave. En 1973-1974 il suit un cours d'une année en Allemagne à Bonn. En 1979, il soutient sa thèse de doctorat Les voyageurs russes du XVII et XVIII ss en Occident. Essais sur l'histoire des relations culturelles russo-occidentale, (En 1991  une version abrégée sous le titre Dans le meilleur des mondes est publiée en néerlandais). Il est revenu à plusieurs reprises sur ce sujet dans des publications scientifiques diverses.
À partir de 1976 il publie des dizaines de critiques et des articles sur la littérature russe moderne dans des revues paraissant en Belgique et aux Pays-Bas.
De 1980 à 1993 il enseigne la langue et la littérature russe à l'école supérieure des traducteurs à Anvers qui est une section de la KULeuven, elle-même ancienne partie néerlandophone séparée en 1968 de l'Université catholique de Louvain. En 1993 il entre au département de slavistique de la KULeuven, où il enseigne la langue et la littérature russe, l'histoire de la culture , d'abord en tant que maître de conférence, puis comme professeur ordinaire. En 1998 il a dirigé le département de slavistique et est resté en poste jusqu'à sa retraite en 2016.
En 1995, il crée la maison d'édition Benerus, qui publie  des ouvrages sur l'histoire et la culture de la Russie et sur les relations entre la Russie, la Belgique et les Pays-Bas,. Il publie en néerlandais des traductions des œuvres de Pouchkine, Alexandre Radichtchev, Catherine la Grande, Vladimir Sollogoub, Alexandre Griboïedov, Lermontov, Karamzine. En collaboration  Vladimir Ronin il publie Dictionnaire Néerlandais-Russe.
Son ouvrage capital sur l'histoire de la littérature russe a connu 5 éditions en néerlandais, mais aussi des éditions en allemand, en français, en espagnol et en russe.
En 2004, il fonde la société littéraire Filip De Pillecyn et depuis 2005 il publie l'annuaire
Études Filip De Pillecyn.
Depuis 1987 il est co-rédacteur de la revue Tijdschrift voor Slavische Literatuur [Revue de littérature slave], Amsterdam,. Depuis 1990 il est secrétaire de la Société belge des slavistes.
Depuis sa mise à la retraite en 2016 il continue à publier et en 2020 il a édité  une monographie intitulée Le voyage de Pierre le Grand  aux Pays-Bas en 1717. Image du tsar russe en Belgique.

## Recueil de publications
Sa bibliographie complète en 2016 est publiée dans le recueil Lioublio tibia, Petra tvorenie (littér. Je t'aime, création de Pierre, Amsterdam, 2016). Sa bibliographie mise à jour en 2020 est publiée sur le site de l'auteur dans Academia.edu,.

### Articles
- Waegemans E., « histoire de la pensée politique russe: M. M. Chcherbatov et son " Voyage au pays d'Ophir» (К истории русской политической мысли : М. М. Щербатов и его «Путешествие в землю Офирскую») », 4, Русская литература,‎ 1989, p. 107—119 (lire en ligne)
- Waegemans E., « Karamzine et la révolution française (Карамзин и Французская революция) », 15, Slavica Gandensia,‎ 1988, p. 93—107 (ISSN 0771-1395)
- E. Waegemans, « Russie postbolchévique (Постбольшевистская Россия.) Roman utopique de Krasnov ( Утопический роман П. Н. Краснова) », 8, Журнал «Театр»,‎ 1992, p. 141—146
- Waegemans E, Un Belge dans les villages de Potemkine. Le prince de Ligne dans la Russie de la Grande Catherine (Nouvelles Annales Prince de Ligne). Tome VII, vol. VII, Bruxelles, Hayez, 1992, 248 p. (lire en ligne), p. 119—157
- Le Prince de Ligne comme témoin des villages potemkine (Князь де Линь как свидетель потемкинских деревень) // A WINDOW ON RUSSIA. Papers from the V International Conference of the Study Group on Eighteenth-Century Russia. — Rome: La Fenice, 1996. — XI. — p. 91—97 — 321 с. —  (ISBN 88-86171-22-6)
- (ru) E. Waegemans, Русская литература XVIII века в нидерландской печати (littér. La littérature russe du XVIII chez des imprimeurs hollandais, ouvrage coll. sous la dir. de Н. Д. Кочетков), Saint-Pétersbourg, Naouka,‎ 1996, 356 p. (ISBN 5-02-028304-5, ISSN 0130-075X, lire en ligne), p. 204—212
- (ru) Waegemans E et N. Kotchetkov, Литературно-философская интерпретация Лиссабонского землетрясения : португало-франко-русская теодицея (littér. Interprétation littéraire et philosophique du tremblement de terre de Lisbonne : théodicée luso-franco-russe). XVIIIe siècle. Compilation 22, Saint-Petersbourg, Naouka,‎ 2002, 459 p. (ISBN 5-02-028528-5, ISSN 0130-075X, lire en ligne), p. 111—121
- (ru) E. Waegemans et M Kisselevoy (М. С. Киселевой), Pierre le Grand, Falcone et Eadichev, Moscou., РАН — Институт человека,‎ 2003, 527 p. (lire en ligne), p. 515—525
- E. Waegemans., « Le Triomphe de l'autocratie. Alexei Petrovich contre Peter Alekseevich. Le conflit des "pères et enfants" dans la dramaturgie néerlandaise du XIXe siècle. Торжество самодержавия. Алексей Петрович против Петра Алексеевича. Конфликт «отцов и детей» в голландской драматургии XIX в. », 3, Quaestio Rossica,‎ 2014, p. 184—196 (ISSN 2311-911X, DOI 10.15826/qr.2014.3.068, lire en ligne)

### Traductions scientifiques
- (nl) De filosofe op de troon. Het literaire werk van Catherina II van Rusland (Le philosophe sur le trône. Travail littéraire de Catherine II [Философ на троне. Литературное творчество Екатерины II]), Anvers, Benerus V.Z.W.,‎ 2010, 251 p.
- (nl) Alexandre Raditchthev et Waegemans E., Reis van Petersburg naar Moskou (Voyage de Petersbourg à Moscou), Anvers, Benerus V.Z.W., 2011, 272 p. (ISBN 9789080636392, lire en ligne).
- (nl) Nikolaï Karamzine, Brieven van een Russische reiziger (Lettres d'un voyageur russe) [Письма русского путешественника], Anvers, Benerus V.Z.W.,‎ 2019, 558 p. (ISBN 978-9081673891).

### Filmographie
- Film documentaire Les Russes en Belgique Русские в Бельгии: Документальный фильм (50 мин.) // КУЛ, 1987

### Littérature
- (nl) (ru) Фестшрифт в честь Эммануэля Вагеманса (Festschrift voor Emmanuel Waegemans), vol. 28, Anvers, Uitgeverij Pegasus,‎ 2016, 547 p. (ISBN 978-90-6143-4-28-3, lire en ligne), « „Ik hou van jou, Peters creatie“ (littér. «Люблю тебя, Петра творенье» ; Je t'aime, création de Pierre) »
- (nl) « Emmanuel Waegemans: De tsaar van Groot Rusland in de Republiek (recensie door Michael Schippan) », sur recensio.net, Jahrbücher für Geschichte Osteuropas / jgo.e-reviews, №13/2013, pp. 479-481
- (nl) « Emmanuel Waegemans a bibliography 1976-2020 », sur academia.edu, 2020

### Critiques
- (ru) Orlitskiy (Орлицкий Ю.), « Emmanuel Waegemans.Littérature russe de Pierre le Grand à nos jours », 38, Журнал «Литература»,‎ 2002 (lire en ligne)
- (ru) V. Kantor, « Emmanuel Waegemans . Littérature russe de Pierre le Grand à nos jours ( Русская литература от Петра Великого до наших дней) », 6, [Вопросы литературы],‎ 2003, p. 362—363 (lire en ligne)
- (ru) Leon Ousyskine [Усыскин, Лев Борисович], « Emmanuel Waegemans . Tsar dans la république . Second voyage de Pierre le Grand aux Pays-Bas ( Петра Великого в Нидерланды) (1716-1717). »,‎ 3 juin 2014
- (ru) E. Prikaztchikova (Приказчикова Е. Е.), « Voyage belge de St-Pétersbourg à Moscou:sur les pas de Radichev », 4 (145), Известия Уральского федерального университета, Гуманитарные науки,‎ 2015, p. 249-257 (ISSN 2227-2283, lire en ligne)
- Tatiana Soldatenkova (Солдатенкова, Татьяна Николаевна) et Lien Verpoest & Pieter Boulogne (préf. Je t'aime création de Pierre («Люблю тебя, Петра творенье» ): Фестшрифт в честь Эммануэля Вагеманса = „Ik hou van jou, Peters creatie“ : Festschrift voor Emmanuel Waegemans.), Nous sommes tous sortis du manteau d'Emmanuel Waegemans  ‘Все мы вышли из эммануэлевской шинели’., Amsterdam, Pegasus,‎ 2016, p. 1-6